# Кримська військово-морська база
Кримська військово-морська база (КВМБ або Кримська ВМБ) — військово-морська база, колишнє місце базування Чорноморського флоту ВМФ СРСР. у 1996—2014 — Південна військово-морська база ЗСУ.

## Історія
У 1961 році в Донузлаві розпочалося будівництво військово-морської бази. У тому ж році через пересип був проритий канал шириною 200 метрів. Фактично з цього моменту Донузлав перестав існувати як озеро, але назва так і залишилася.
У 1965 році озеро Донузлав Постановою Уряду СРСР було передано Міністерству оборони СРСР. Основними гарнізонами Кримської ВМБ були селища Мирний та Новоозерне на озері Донузлав.
1 червня 1983 року основі 197-ї бригади десантних кораблів наказам Командуючого Чорноморського флоту № 0319 від 01 липня 1983 року, на озері Донузлав сформовано управління 39-ї дивізії морських десантних сил (39 ДИМДС, в/ч 40152), з включенням до складу дивізії 197 брдк, 65 дивізіону ескадрених міноносців, 4258 берегової бази дивізії надводних кораблів.
До моменту розформування кораблі бази несли бойову службу в Чорному і Середземному морях, в західній Атлантиці, в Червоному морі і Перській затоці, де виконували завдання охорони судноплавства і бойового тралення. У період з 1976 по 1996 роки кораблі бази зробили 118 виходів на бойову службу, де знаходилися 11 540 діб і пройшли 788 130 морських миль, зробивши при цьому 94 ділових заходів в 18 портів дев'яти країн світу.
З кінця 1994 року Кримська база почала передачу ВМС України кораблів, техніки, обладнання, озброєння, боєприпасів та матеріальних засобів, після чого 1 травня 1996 року, була розформована.
9 липня 1996 року на місці Кримської військово-морської бази була сформована Південна військово-морська база ВМС України, яка припинила своє існування в березні 2014 року, після блокування кораблів і суден українського флоту.

## Склад

### На 1978
68-ма бригада кораблів охорони водного району
- - 400 дивізіон протичовнових кораблів
    - Малі протичовнові кораблі проєкту 1124: МПК-5, МПК-8, МПК-43, МПК-52, МПК-147
    - Малі протичовнові кораблі проекту 204[ru]: МПК-62, МПК-75

  - 120 дивізіон тральщиків
    - Морські тральщики (МТ): «Радист», «Сигнальник»
    - Базові тральщики: БТ-176, БТ-293, БТ-295
    - Рейдові тральщики: РТ-297, РТ-349, РТ-435, РТ-583
- 197 бригада десантних кораблів (197 БрДК, в/ч 72136)
- 80 дивізіон кораблів резерву (80 ДКР)

### На 1983
39 дивізія морських десантних сил (39 ДИМДС, в/ч 40152)
- 197 бригада десантних кораблів (197 БрДК, в/ч 72136)
  - 4 дивізіон великих десантних кораблів (4 ДБДК, в / ч 51290)
    - ВДК «Микола Фільченков» (в/ч 78390)

  - «ВДК-104» (в/ч 36002)
    - ВДК «Воронезький Комсомолець» (в/ч 10506)
    - ВДК «Кримський Комсомолець» (в/ч 10724)
    - «ВДК-69» (в/ч 81341)

  - 156 дивізіон десантних кораблів на повітряній подушці (156 ДДКВП, в/ч 31323)
    - Малі десантні кораблі на повітряній подушці проєкту 1232.1: «МДК-9», «МДК-16», «МДК-89», «МДК-162», «МДК-184»
    - Десантні катери на повітряній подушці проекту 1206[ru]: «Д-235», «Д-279», «Д-438», «Д-756».
    - Артилерійський катер на повітряній подушці проекту 1238[ru]: «АК-16»
    - Екіпажу споруджуваного морського корабля-екраноплана проекту 904[ru] «МДЕ-160»

  - 555 ГТО (група технічного обслуговування кораблів і катерів на повітряній подушці)
- 147 дивізіон середніх десантних кораблів (147 ДСДК, в/ч 90071)
  -     - Середній десантний корабель проєкту 770Д: «СДК-4» (в/ч 26943)
    - Середній десантний корабель проєкту 771: «СДК-102» (в/ч 70052)
    - Середні десантні кораблі проєкту 773: «СДК-82» (в/ч 31038), «СДК-83» (в/ч 40090), «СДК-137» (в/ч 49327), «СДК-154» (в/ч 81394), «СДК-164» (в/ч 53119)

  - 65 дивізіон есмінців (65 ДЕ, в/ч 22843)
    - Есмінці проекту 30-біс[ru]: «Нещадний» (в/ч 63942), «Солідний» (в/ч 63941), «Безвідмовний» (в/ч 70025), «Буйний» (в/ч 62663), «Досконалий» (в/ч 40625)
- 4258 берегова база дивізії надводних кораблів (в/ч 30843) в складі:
  - Навчально-тренувальне судно проєкту 411б «УТС-293»
  - Навчально-тренувальне судно проєкту 254 «УТС-433»
  - Рейдові роз'їзні катери «РК-536» проєкту Р-376У та «РК-767» проєкту 371Б
  - Плавучі причали ПМ-61, ППР-183, ППР-184, ППР-185, ППР-316, ППР-354

### На 1992
- 17 бригада кораблів охорони водного району (17 Бр КОВР):
  - 307 дивізіон протичовнових кораблів (307 ДНПЧК)
  - 418 дивізіон морських тральщиків
- 92 бригада тральщиків (92 БрТЩ)
- 39 дивізія морських десантних сил (до 1983 року 197-ма бригада десантних кораблів)
- 80 дивізіон кораблів резерву (80 ДнКР)

## Командування
- контр-адмірал Крилов Юрій Вікторович (1976 — 1979)
- контр-адмірал Махонін Ігор Георгійович (1979 — 1983)
- контр-адмірал Кудряшов Ігор Васильович (1983 — 1987)
- віце-адмірал Фролов Олександр Іванович (1987 — 1992)
- контр-адмірал Кожин Борис Борисович (1992)
- віце-адмірал Цубін Олександр Сергійович[ru] (1992 — 1996)